# Валери Начев
Валери Начев е български филолог, журналист, книжар. Дългогодишен управител на Дома на книгата в Пловдив, журналист и редактор във вестниците „Марица“, „Хасковска трибуна“ и „Шипка“, преводач на руска литература, собственик на книжарница „Отец Паисий“ (след това „Магелан“) в Пловдив, издател и създател на списание „Страница“.
Носител на наградата „Христо Г. Данов“ в раздел Книгоразпространение (2000): за книжарница „Отец Паисий“ и каталога „Всичко за книгата – книгите на 1999 г.“.
Издател на специаното издание на „Цената на златото“ на Генчо Стоев, с художник Ахмед Чаушев, по който е направен и документален филм.
Номиниран за наградата „Черноризец храбър“ през 2006 година, в съавторство с Георги Николов и Божидар Грозев за материала „Другата смърт на Генчо Стоев“.
Създател на Джаз клуб Хасково през 1987 година, който съществува и до днес.